# Lauberhorn
Lauberhorn – szczyt w Alpach Berneńskich, części Alp Zachodnich. Leży w Szwajcarii, w Berner Oberland, w kantonie Berno. Szczyt jest łatwo osiągalny z pobliskiej przełęczy Kleine Scheidegg oddzielającej go od Eigeru. Szczyt wznosi się nad doliną Lauterbrunnental, w cieniu szczytów Mönch i Jungfrau.
Szczyt jest znany przede wszystkim z zawodów Lauberhornrennen rozgrywanych w ramach Pucharu Świata w narciarstwie alpejskim. Trasa tego biegu zjazdowego liczy 4455 m i jest to najdłuższa trasa zjazdowa na świecie. Różnica poziomów między początkiem (2315 m n.p.m. a końcem (1290 m n.p.m.) trasy wynosi 1025 m. Średni czas przejazdu wynosi około dwóch i pół minuty, a zawodnicy osiągają prędkości rzędu 160 km/h. Pierwsze zawody odbyły się tu już w 1930 r.